# Ookatku
Ookatku – wieś w Estonii, w prowincji Jõgeva, w gminie Torma.